# Бейтс, Лора
Лора Бейтс (род. 27 августа 1986, Оксфорд) — английская писательница-феминистка. В апреле 2012 года основала сайт Everyday Sexism Project. Её первая книга «Повседневный сексизм» была опубликована в 2014 году.

## Биография
Родители Бейтс — Дайан Элизабет Бейтс, учитель французского языка, и Адриан Кейт Бейтс, врач. Она выросла в лондонском районе Хакни и Тонтон, у неё есть старшая сестра и младший брат. Её родители развелись, когда Бейтс было за двадцать. Она училась в Королевском колледже в Тонтоне. Изучала английскую литературу в колледже Святого Иоанна в Кембридже, в 2007 году окончила Кембриджский университет. Бейтс оставалась в Кембридже два с половиной года в качестве исследователя у психолога Сьюзан Куиллиам, которая работала над обновленным изданием «Радости секса».
Затем Бейтс работала актрисой и няней, и в этот период, по её словам, она пережила сексизм на прослушиваниях и обнаружила, что маленькие девочки, с которыми она работала, уже были озабочены своим телом.

## Проект Повседневный сексизм
Сайт Everyday Sexism Project был основан в 2012 году. Примерно к третьей годовщине веб-сайта, в апреле 2015 года, количество записей Everyday Sexism достигло 100 000. Бейтс сказала, что столкнулась с оскорблениями в Интернете.
Первая книга Бейтс Everyday Sexism, основанная на проекте, была опубликована лондонским филиалом Simon & Schuster в 2014 году.

## Карьера
После Everyday Sexism Бейтс опубликовала ещё несколько книг о сексизме. Она работает для The Guardian, The Independent и других изданий, участвует в нью-йоркском проекте «Женщины в осаде».

## Почести и награды
- 2013: Премия Ultimate New Feminist журнала Cosmopolitan в 2013 году[4]
- 2014: 100 женщин BBC[11]
- 2015: Медаль Британской империи в честь дня рождения Королевы в 2015 году за заслуги в вопросах гендерного равенства[12]
- 2018: член Королевского литературного общества в рамках инициативы «40 до 40»[13]
- 2020: Почётный член Колледжа Святого Иоанна, Кембридж[14]

## Личная жизнь
Бейтс в 2014 году вышла замуж за Ника Тейлора.

## Публикации
- 2014: Everyday Sexism: The Project that Inspired a Worldwide Movement, Simon & Schuster ISBN 1471131572
- 2016: Girl Up: Kick Ass, Claim Your Woman Card, and Crush Everyday Sexism, Simon & Schuster ISBN 9781471149504
- 2018: Misogynation: The True Scale of Sexism, Simon & Schuster ISBN 9781471169243
- 2019: The Burning, Simon & Schuster ISBN 1471170209
- 2020: Men Who Hate Women, Simon & Schuster ISBN 9781471194337
- 2022: Fix the System, Not the Women, Simon & Schuster ISBN 9781398514331